# ابرق خیطان
شهر ابرق خیطان (به عربی: ابرق خیطان) در استان فروانیه در کشور کویت واقع شده‌است. جمعیت این شهر ۵۷٫۸۵۰ نفر است.